# Rafael Viñoly
Rafael Viñoly (né en 1944 à Montevideo (département de Montevideo, Uruguay) et mort le 2 mars 2023 à New York (État de New York, États-Unis)) est un architecte uruguayen.

## Biographie
Rafael Viñoly est le fils du réalisateur Román Viñoly Barreto.

## Œuvres

### Réalisées

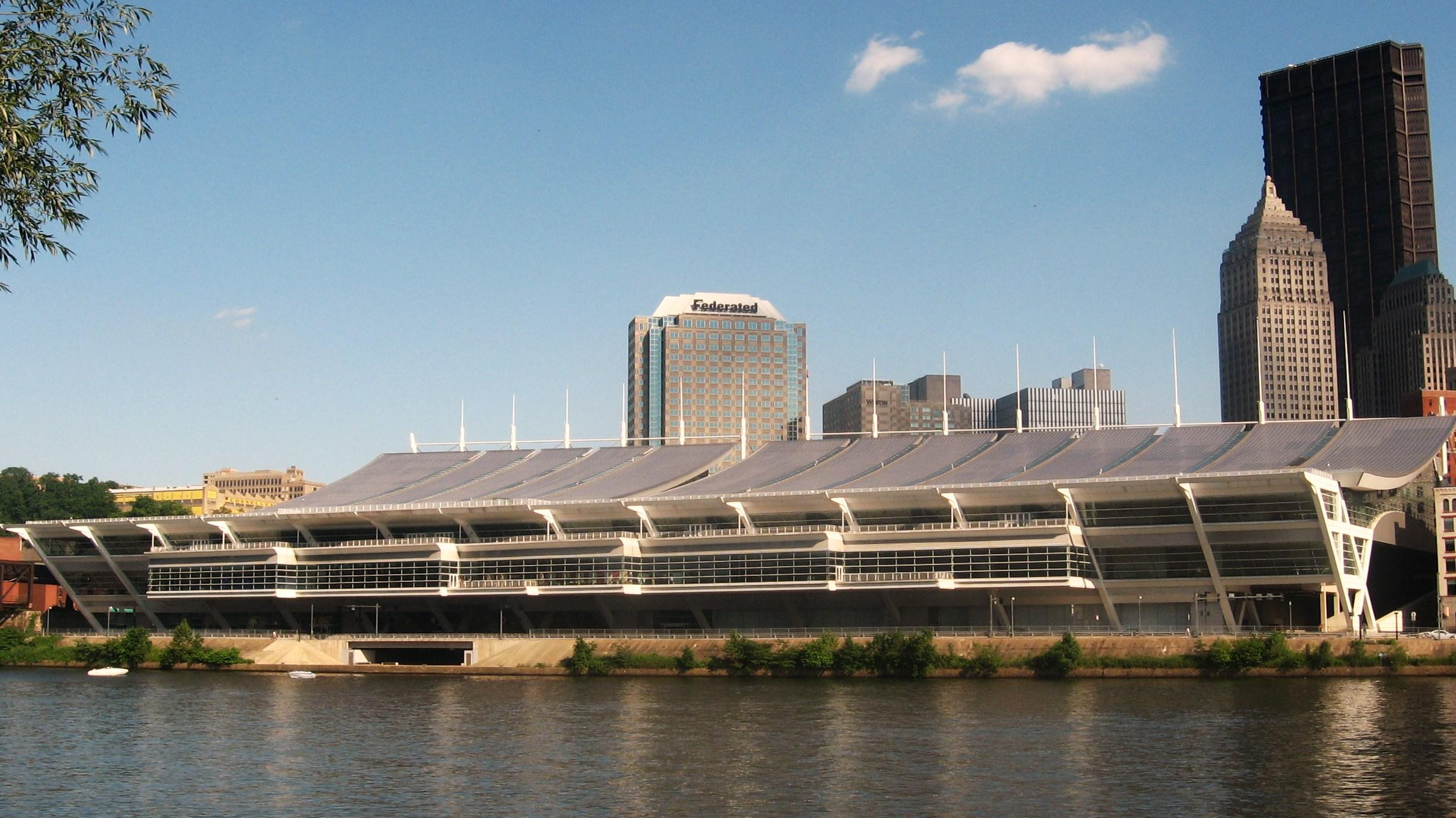
David L. Lawrence Convention Center, Pittsburgh.

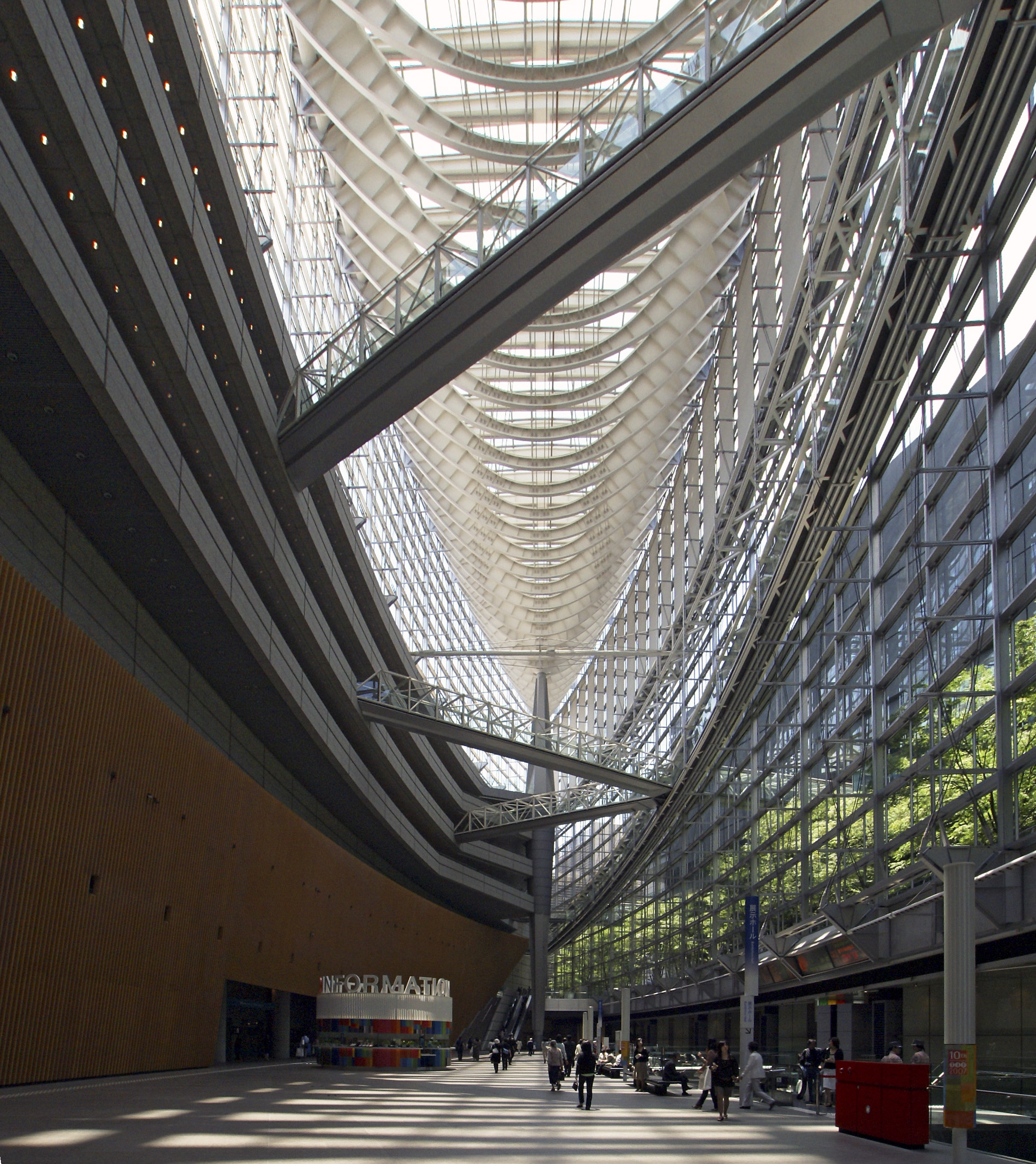
Intérieur du Tokyo International Forum.

- Lehman College Physical Education Facility, Bronx, New York, 1994
- Tokyo International Forum, Tokyo, Japon, 1996
- Bronx Housing Court, Bronx, New York, 1997
- Princeton Stadium, Princeton, New Jersey, 1998
- Jong-ro Tower, Séoul, Corée du Sud, 1999
- Université Columbia, Lamont-Doherty Earth Observatory, Palisades, New York, 2000
- The Kimmel Center for the Performing Arts, Philadelphie, Pennsylvanie, 2001
- Van Andel Institute, Grand Rapids, Michigan, 2002
- Université Brown, Watson Institute for International Studies, Providence, Rhode Island, 2002
- Université d'État de Pennsylvanie, Information Sciences and Technology Building, State College, Pennsylvanie, 2003
- David L. Lawrence Convention Center, Pittsburgh, Pennsylvanie, 2003
- Université de Princeton, Carl Icahn Laboratory, Lewis Sigler Institute for Integrative Genomics, Princeton, New Jersey, 2004
- University of Chicago Booth School of Business, Chicago (Illinois), 2004
- Boston Convention and Exhibition Center, Boston (Massachusetts), 2004
- National Institutes of Health, John Edward Porter Neurosciences Research Center, Bethesda (Maryland), 2004
- Jazz at Lincoln Center, New York, 2004
- Université Duke, Nasher Museum of Art, Durham, Caroline du Nord, 2005
- Mahler 4 Office Tower, Amsterdam, Pays-Bas, 2005
- Howard Hughes Medical Institute, Janelia Farm Research Campus, Ashburn, Virginie, 2006
- Wageningen University and Research Centre, Atlas Building, Wageningue, Pays-Bas, 2006
- Bard College, The Gabrielle H. Reem and Herbert J. Kayden Center for Science and Computation, Annandale-on-Hudson, 2007
- Bronx County Hall of Justice, Bronx, New York, 2007
- Université de Californie à Los Angeles, California NanoSystems Institute, Los Angeles, Californie, 2007
- Curve, Leicester , Leicester, Angleterre, 2008
- Nouveau terminal de l'aéroport international de Carrasco, Montevideo, Uruguay, 2009
- Vdara, Las Vegas, 2009
- 20 Fenchurch Street, Londres, Angleterre, 2014
- Pont circulaire de la lagune Garzón, Uruguay, 2015
- 432 Park Avenue, Manhattan, New York, 2016, tour d'habitation carrée pour milliardaires de 426 m de haut
- NEMA, Chicago (Illinois), 2019

### En réalisation
- Edificio Acqua, Punta del Este, Uruguay, 2008
- Helen Diller Family Cancer Research Building, université de Californie, San Francisco (Californie), 2008
- University of Pennsylvania Health System, Perelman Center for Advanced Medicine Philadelphia, Philadelphie (Pennsylvanie) 2008
- Brooklyn Children's Museum, Brooklyn, New York, 2008 (expansión)
- firstsite:newsite Colchester Visual Arts Facility, Colchester, Angleterre, 2009
- City College of New York School of Architecture, Urban Design, and Landscape Architecture, New York, 2009
- Université de Californie à San Francisco Institute for Regeneration Medicine Building, San Francisco (Californie), 2010
- Université d'Oxford Mater Plan and Mathematics Institute, Oxford, Angleterre, 2010
- The Gateway, Al Raha Beach Development, Abou Dabi, Émirats arabes unis, 2010
- University of Chicago Medical Center New Hospital Pavilion, Chicago (Illinois), 2011
- Université de l'Arizona Science Center, Tucson (Arizona), 2011
- 121st Police Precinct Stationhouse, Staten Island, New York
- Cleveland Museum of Art, Cleveland, Ohio, 2012 (expansión)
- Mina Zayed Waterfront Development, Abu Dhabi, Émirats arabes unis, 2012
- Claremont McKenna College, Kravis Center, Claremont (Californie)
- The New Stanford Hospital, Stanford (Californie), 2015
- Battersea Power Station, Londres, Angleterre, 2020

## Publication
- Rafael Viñoly,  (ISBN 1-56898-373-5).